# Wyższa Szkoła Gospodarstwa Wiejskiego w Łodzi
Wyższa Szkoła Gospodarstwa Wiejskiego w Łodzi – państwowa szkoła wyższa istniejąca w latach 1945–1950. 
W 1945 działacze Związku Młodzieży Wiejskiej „Wici” i Stronnictwa Ludowego podjęli inicjatywę utworzenia Akademii Rolniczej w Łodzi i powołali komitet organizacyjny uczelni. 
Ministerstwo Oświaty 20 września 1945 powołało do życia Wyższą Szkołę Gospodarstwa Wiejskiego w Łodzi. Miała ona status wyższej szkoły zawodowej bez praw akademickich.
Rektorem do końca istnienia szkoły był Franciszek Skupieński, a wykładowcami pracownicy nowo utworzonych uczelni – Uniwersytetu Łódzkiego i Politechniki Łódzkiej. 
W roku akademickim 1945/46 uczelnia zatrudniała: 15 profesorów, 22 profesorów pracujących na umowę-zlecenie, 34 osoby jako pracownicy pomocniczy. W ciągu 5 lat zespół pracowników zwiększył się o ponad połowę.
Inauguracja odbyła się 10 listopada 1945 i naukę rozpoczęto na 5 wydziałach:
- Rolniczym (z sekcją hodowlaną, produkcji roślinnej i rybacką),
- Ogrodniczym (sekcje sadownictwa, warzywnictwa, kwiaciarstwa, architektury krajobrazu),
- Przemysłu Rolnego (oddziały: cukrownictwa, przemysłu fermentacyjnego, przetwórstwa mięsno-rybnego, przetwórstwa warzywno-owocowego),
- Społecznym, później Wydział Agronomii Społecznej (w sekcji oświatowo-samorządowej organizatorów i kierowników przeznaczonych do pracy oświatowo-kulturalnej oraz nauczycieli szkół rolniczych, uniwersytetów ludowych i działaczy samorządowych),
- Spółdzielczym, nastawionym na działalność administracyjną i lustracyjno-instruktorską.

W WSGW funkcjonowało także międzywydziałowe Studium Pedagogiczne dla studentów i dla nauczycieli szkół zawodowych.
Studia trwały trzy lata i absolwenci uzyskiwali tytułu inżyniera. Do ukończenia studiów wymagane było odbycie sezonowych praktyk i rocznej praktyki po studiach. 
Do celów dydaktycznych i badawczych Ministerstwo Rolnictwa przekazało w 1945 WSGW 8 majątków rolnych (Widzew, Kruszów, Lućmierz, Sarnów, Żeronin, Dłutów, Głogowa, Koryta) o łącznej powierzchni 3200 ha, jednak w stanie dewastacji. Majątki doświadczalne podlegały uczelni do 30 czerwca 1949, a po zlikwidowaniu uczelni przejęte przez Państwowe Gospodarstwa Rolne.
Największym problemem w funkcjonowaniu WSGW w Łodzi przez całe pięciolecie były sprawy lokalowe. Pomieszczenia uczelni, w większości były wynajmowane, do uczelni należały tylko budynki przy ul. Wierzbowej 13 i ul. Nowotki 18 (obecnie Pomorska), w którym mieścił się rektorat i administracja. Wykłady prowadzono w kinach „Hel”i „Gdynia”, zajęcia odbywały się w wynajętych salach gimnazjalnych i na torze wyścigowym. W maju 1946 powołano Komitet Budowy WSGW w Łodzi, który miał uzyskać fundusze i rozpocząć budowę obiektów uczelnianych. Sporządzono projekt osiedla barakowego na terenie majątku Widzew koło Ksawerowa, ale ze względów finansowych planów nie zrealizowano.
Rozporządzeniem Rady Ministrów z dnia 31 maja 1950 zlikwidowano Wyższą Szkołę Gospodarstwa Wiejskiego w Cieszynie i Wyższą Szkołę Gospodarstwa Wiejskiego w Łodzi i na ich miejsce powołano Wyższą Szkołę Rolniczą w Olsztynie (w latach 1972–1999 Akademia Rolniczo-Techniczna w Olsztynie). Przyczyna przeniesienia uczelni do Olsztyna miała charakter polityczny; władze centralne dążyły do zagospodarowania ziem północnych i zachodnich. Nie bez znaczenia były także bardzo trudne warunki lokalowe w Łodzi.
Rektor i większość profesorów nie wyraziła zgody na wyjazd do Olsztyna, przeniosła się tylko nieliczna grupa pracowników naukowych. Część słuchaczy przeniesiono do Wyższej Szkoły Ekonomicznej w Łodzi oraz do Politechniki Łódzkiej. Do Olsztyna przeniosło się 576 słuchaczy z trzech wydziałów: Rolniczego, Ogrodniczego, Agronomii Społecznej. 
Dokumentacja archiwalna (m.in. akta pracowników i studentów) Wyższej Szkoły Gospodarstwa Wiejskiego w Łodzi znajduje się w Olsztynie. Całość zespołu akt z lat 1945–1950 przechowywana w Archiwum Uniwersytetu Warmińsko-Mazurskiego w Olsztynie, liczy w sumie 1468 jednostek archiwalnych aktowych zakwalifikowanych w całości do materiałów archiwalnych.
Ze sprawozdań uczelnianych wynika, że w WSGW w Łodzi w poszczególnych latach akademickich studiowało równocześnie ponad 1000 osób. Z akt archiwalnych wynika, że na WSGW w Łodzi ukończyło studia z dyplomem inżyniera 657 osób. 

## Profesorowie WSGW w Łodzi
- Franciszek Skupieński – rektor

- Bolesław Bachman
- Bolesław Bochwic
- Anna Chmielewska
- Dyzma Gałaj
- Stefan Ignar
- Wacław Moycho
- Wincenty Pezacki
- Stefan Purzycki
- Włodzimierz Szczekin-Krotow
- Hieronim Urban
- Zenon Waraszkiewicz